# Прохождение Меркурия по диску Солнца

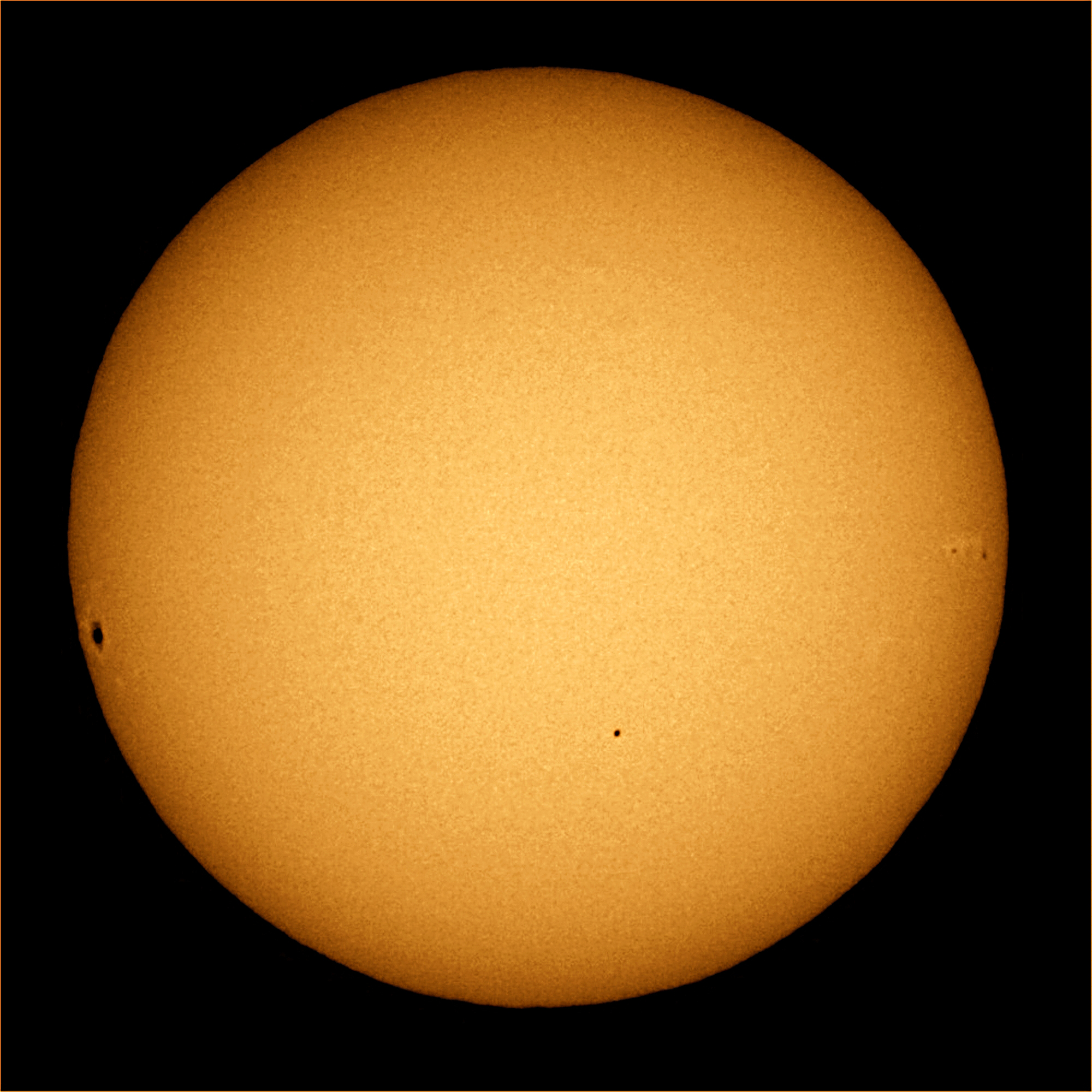
Прохождение Меркурия (маленькое чёрное пятно ниже и чуть правее центра) по диску Солнца 8 ноября 2006 года. Видны солнечные пятна № 921, 922, и 923.

Прохождение Меркурия по диску Солнца — астрономический транзит, при котором Меркурий движется точно между Солнцем и точкой наблюдения (Землёй, космическим аппаратом и т. п.).

## История наблюдений
Первое наблюдение прохождения Меркурия по диску Солнца провёл Пьер Гассенди 7 ноября 1631 года, оно было научно предсказано Иоганном Кеплером в 1629 году в брошюре «О редких и удивительных явлениях 1631 года» (лат. De raris mirisque Anni 1631 Phaenomenis) вместе с прохождением Венеры по диску Солнца. В отчёте о наблюдении Гассенди, в частности, писал:

И когда Солнце засияло вновь, и я нашёл, что упомянутое расстояние увеличилось на две части (оно уже составляло двадцать две части), именно тогда я подумал, что с добрыми вестями явился Меркурий.
Оригинальный текст (лат.)At cum Sol iterum alluxit, propositamque distantiam productiorem duabus particulis reperi, (jam enim erant viginti duæ) tum demum sum ratus bonis avibus adesse Mercurium.

## Описание
Так как угловой диаметр Меркурия при наблюдении с Земли слишком мал (около 11 угловых секунд), его прохождения по диску Солнца можно наблюдать только с помощью оптических инструментов со специальными солнечными фильтрами для защиты глаз, или проецируя изображение на экран, расположенный за окуляром на достаточном расстоянии для безопасного для зрения уменьшения освещённости. Например, при прохождении 9 мая 1970 года Меркурий становился виден как чёрная точка только когда увеличение достигало 10 раз.
Прохождение Меркурия — довольно редкое астрономическое явление, однако оно случается намного чаще, чем прохождения Венеры, поскольку Меркурий находится ближе к Солнцу и движется быстрее.
Прохождение Меркурия может произойти в мае или в ноябре. Последнее прохождение XX века произошло 15 ноября 1999 года; даты первых 4 прохождений XXI века — 7 мая 2003 года, 8 ноября 2006 года, 9 мая 2016 года и 11 ноября 2019 года.
Прохождение Меркурия может произойти и в момент солнечного затмения. Подобное крайне редкое совпадение случится 5 июля 6757 года.
Продолжительность прохождения обычно составляет 5 часов.
Наблюдать прохождения Меркурия можно не только по самому́ диску Солнца, но и на фоне хромосферы или даже на фоне солнечной короны.

## Будущие прохождения в XXI веке
| Год  | День и месяц | Начало (UTC) | Середина (UTC) | Конец (UTC) |
| ---- | ------------ | ------------ | -------------- | ----------- |
| 2032 | 13 ноября    | 06:41        | 08:54          | 11:07       |
| 2039 | 7 ноября     | 07:17        | 08:46          | 10:15       |
| 2049 | 7 мая        | 11:03        | 14:24          | 17:44       |
| 2052 | 8—9 ноября   | 22:53        | 01:29          | 04:06       |
| 2062 | 10—11 мая    | 18:16        | 21:36          | 01:00       |
| 2065 | 11—12 ноября | 19:24        | 22:06          | 01:48       |
| 2078 | 14 ноября    | 11:42        | 13:41          | 15:39       |
| 2085 | 7 ноября     | 11:42        | 13:34          | 15:26       |
| 2095 | 8—9 мая      | 17:20        | 21:05          | 00:50       |
| 2098 | 10 ноября    | 04:35        | 07:16          | 09:57       |

Источник: